# Prainha (Aquiraz)
Chegada na Prainha em Aquiraz
Prainha é uma praia brasileira localizada no município de Aquiraz no Ceará. Está situada na foz do rio Catu. É famosa pelo artesanato local, especialmente a renda.
Está localizada a 26 km de Fortaleza e a 5 km da sede municipal. Na praia está localizada a vila que é a sede do distitro de mesmo nome. possui ampla infra-estrutura turística, com hotéis, pousadas, casas de veraneio, restaurantes e bares.